# Edyta Górniak (album)
Edyta Górniak è il secondo album in studio e il primo album internazionale dell'omonima cantante polacca. L'album, uscito nel 1997, è stato pubblicato in Giappone sotto il nome di Kiss Me, Feel Me (キス・ミー、フィール・ミー?). Ci sono tre versioni dell'album: internazionale, giapponese e polacca.

## Tracce

### Versione internazionale
1. Anything
2. If I Give Myself (Up) To You
3. Perfect Moment
4. When You Come Back To Me
5. Be Good Or Be Gone
6. One & One
7. Linger
8. Soul Boy
9. I Don't Know What's On Your Mind
10. The Day I Get Over You
11. Miles & Miles Away
12. That's The Way I Feel About You
13. Gone

### Versione giapponese (Kiss Me, Feel Me)
1. One & One
2. If I Give Myself (Up) To You
3. Perfect Moment
4. When You Come Back To Me
5. Be Good Or Be Gone
6. Anything
7. Linger
8. Soul Boy
9. I Don't Know What's On Your Mind
10. The Day I Get Over You
11. Miles & Miles Away
12. That's The Way I Feel About You
13. Gone
14. Coming Back To Love (Bonus track)
15. Hunting High & Low (Bonus track)
16. Under Her Spell (Bonus track)

### Riedizione polacca
1. One & One
2. If I Give Myself (Up) To You
3. Perfect Moment
4. When You Come Back To Me
5. Be Good Or Be Gone
6. Anything
7. Linger
8. Soul Boy
9. I Don't Know What's On Your Mind
10. The Day I Get Over You
11. Miles & Miles Away
12. That's The Way I Feel About You
13. Gone
14. Hunting High & Low (Bonus track)
15. Coming Back To Love (Bonus track)
16. Hope For Us (Duet with José Carreras) (Bonus track)